# 博士大羽介
博士大羽介（学名：Meganopteron poshihi）为尾花介科大羽介屬下的一个种。